# Valdimar Jóhannsson
 (décembre 2022).
La mise en forme du texte ne suit pas les recommandations de Wikipédia : il faut le « wikifier ».
Les points d'amélioration suivants sont les cas les plus fréquents. Le détail des points à revoir est peut-être précisé sur la page de discussion.
- Les titres sont pré-formatés par le logiciel. Ils ne sont ni en capitales, ni en gras.
- Le texte ne doit pas être écrit en capitales (les noms de famille non plus), ni en gras, ni en italique, ni en « petit »…
- Le gras n'est utilisé que pour surligner le titre de l'article dans l'introduction, une seule fois.
- L'italique est rarement utilisé : mots en langue étrangère, titres d'œuvres, noms de bateaux, etc.
- Les citations ne sont pas en italique mais en corps de texte normal. Elles sont entourées par des guillemets français : « et ».
- Les listes à puces sont à éviter, des paragraphes rédigés étant largement préférés. Les tableaux sont à réserver à la présentation de données structurées (résultats, etc.).
- Les appels de note de bas de page (petits chiffres en exposant, introduits par l'outil «  Source ») sont à placer entre la fin de phrase et le point final[comme ça].
- Les liens internes (vers d'autres articles de Wikipédia) sont à choisir avec parcimonie. Créez des liens vers des articles approfondissant le sujet. Les termes génériques sans rapport avec le sujet sont à éviter, ainsi que les répétitions de liens vers un même terme.
- Les liens externes sont à placer uniquement dans une section « Liens externes », à la fin de l'article. Ces liens sont à choisir avec parcimonie suivant les règles définies. Si un lien sert de source à l'article, son insertion dans le texte est à faire par les notes de bas de page.
- La présentation des références doit suivre les conventions bibliographiques. Il est recommandé d'utiliser les modèles {{Ouvrage}}, {{Chapitre}}, {{Article}}, {{Lien web}} et/ou {{Bibliographie}}. Le mode d'édition visuel peut mettre en forme automatiquement les références.
- Insérer une infobox (cadre d'informations à droite) n'est pas obligatoire pour parachever la mise en page.

Pour une aide détaillée, merci de consulter Aide:Wikification.
Si vous pensez que ces points ont été résolus, vous pouvez retirer ce bandeau et améliorer la mise en forme d'un autre article.
Pour les articles homonymes, voir Jóhannsson.
Valdimar Jóhannsson, né en 1978, est un cinéaste islandais.

## Biographie
Valdimar Jóhannsson naît dans le nord de l'Islande en 1978. En 2003, il réalise son premier court métrage, Pjakkur. Il présente son court métrage Harmsaga en octobre 2008 au Festival international du film de Reykjavik. De 2013 à 2015, il participe au programme de doctorat de la Béla Tarr Film Factory à Sarajevo,.
Son premier long métrage, Lamb (titre original Dýrið), est présenté en première au Festival de Cannes en juillet 2021, où le film est projeté dans la section  Un certain regard. Lamb est soumis par l'Islande comme candidature aux Oscars 2022 dans la catégorie Meilleur film international.
Valdimar Jóhannsson vit à Reykjavík avec sa femme et ses filles.

## Filmographie

### Réalisateur
- 2003 : Pjakkur (court métrage)
- 2008 : Harmsaga (court métrage)
- 2021 : Lamb (Dýrið)

## Distinctions
Edda Awards
- 2022 : Prix du meilleur film (Lamb)
- 2022 : Prix du meilleur réalisateur (Lamb)
- 2022 : Prix du meilleur scénario (Lamb)[7]

Prix du cinéma européen
- 2021 : Nomination en tant que Découverte Européenne – Prix FIPRESCI (Lamb)
- 2021 : Nomination pour le Prix FIPRESCI (Lamb)[8]

Festival international du film de Cannes
- 2021 : Nommé dans la section « Un certain regard » (Lamb)
- 2021 : Prix de l'originalité dans la section Un certain regard (Lamb)
- 2021 : Nommé pour la Caméra d'or (Lamb)

Festival du film de Siges
- 2021 : Prix du meilleur long métrage (Lamb)
- 2021: Citizen Kane Award de la meilleure nouvelle réalisation (Lamb)[9],[10]

Festival du film de Zurich
- 2021 : Nommé pour l'Œil d'Or (Lamb)[11]?